# 原田朱
原田 朱（はらだ しゅう、1989年4月15日 - ）は、日本の、女優、元タレント、元声優、元歌手、元アイドル。香川県（小豆島）出身。石田企画所属。

## 来歴
2010年12月にアイドルユニットAKBN 0（現・Nゼロ）に4期生・安原サニー芽生として加入。2代目リーダーやセンターを務め、入れ替わりの激しい同ユニットにおいて歴代最長の4年5カ月にわたり活動し、2015年5月に脱退。
2016年11月には17代目ミニスカポリス研究生となったが、翌2017年3月に突如ミニスカポリスの活動終了が発表された。その後はソロシンガーとしてライブ活動等やタレント活動を行っていた。
2017年から女優業活動開始。2021年に「ずれてるヤツら」でマドリード国際映画祭主演女優賞受賞。

## 出演

### 映画
- 火面～嘉吉の箭弓一揆（2023年1月7日、カエルカフェ）- サヨ役

### オリジナルシネマ
- 影と呼ばれた男たち5・6（2020年09月25日発売、オールイン エンタテインメント）- 柴田麻美役

### 配信ドラマ
- ずれてるヤツら（2021年12月13日配信開始、Paravi）- 出演

### バラエティ番組
- 家、ついて行ってイイですか?（2016年11月12日、テレビ東京）

### CM
- ファンタ（2017年）「キレッキレ店員篇」

### CDリリース
- 2011年　ごめんね☆My Way（AKBN 0）オリコンインディーズウィークリーチャート最高16位
- 2012年　Let's get all!（Nゼロ（元AKBN 0））同20位
- 2013年　ドギマギFirst Love（センター、Nゼロ（元AKBN 0））同9位
- 2014年　Blue Sky Blue / 我らスマアホ症候群（センター、Nゼロ（元AKBN 0））同12位